# Marian Antoni Pączek
Marian Antoni Pączek (ur. 14 września 1884 w Osieku, zm. 3 maja 1933 w Toruniu) – ksiądz, filomata pomorski, działacz społeczno-polityczny.

## Życiorys
Urodził się 14 września 1884 roku w Osieku. Jego rodzicami byli Józef i Franciszka z d. Kwaśniewska. Józef Pączek był z zawodu nauczycielem i organistą.
Marian Antoni Pączek uczył się w Collegium Marianum w Pelplinie i w gimnazjum w Starogardzie. Tam był jednym z ważniejszych członków tajnego Towarzystwa Filomatów „Rzeczpospolita”. Członkowie towarzystwa przygotowywali się do przyszłej działalności w organizacjach polityczno-społecznych, kulturalno-oświatowych i gospodarczych, uczyli się języka polskiego i historii Polski oraz nawiązywali kontakty z podobnymi organizacjami w regionie. Po zdaniu matury w 1905 roku rozpoczął studia prawnicze we Wrocławiu. Po kilku miesiącach kontynuował studia w Berlinie. W 1906 roku wstąpił do Seminarium Duchownego w Pelplinie. 24 marca 1912 roku otrzymał święcenia kapłańskie.
Pracował jako wikariusz w Skarlinie, Szotlandzie, Wąbrzeźnie i Koronowie. W 1913 roku został członkiem Towarzystwa Naukowego w Toruniu. W lutym 1916 roku został wikariuszem w parafii św. Jakuba Apostoła w Toruniu. Będąc w Toruniu włączył się w nurt politycznego życia społeczno-kulturalnego w Toruniu. Włączył się tajne nauczanie języka polskiego w szkółkach parafialnych w latach 1917–1919. W sierpniu 1917 roku stworzył tajną I Drużynę Skautów im. Tadeusza Kościuszki, działającą pod egidą Stowarzyszenia Młodzieży Męskiej pw. św. Alojzego. Wspierał finansowo oraz udostępnił salę parafialną Bractwu św. Alojzego. Wraz z ks. Józefem Wysińskim wspierał działalność założonego w maju 1918 roku Pomorskiego Towarzystwa Opieki nad Dziećmi – towarzystwa założonego przez ks. Henryka Szumana, zajmującego się umieszczaniem sierot i dzieci opuszczonych w rodzinach zastępczych i ochronkach katolickich. 17 listopada 1918 roku ks. Pączek został wybrany do Rady Robotniczej. Ponadto znalazł się w zarządzie toruńskiego oddziału Powszechnego Towarzystwa Pedagogicznego, założonego w kwietniu 1918 roku w Poznaniu. W 1919 roku należał do Komisji ds. Wyznaniowych i Szkolnych Polskiej Rady Ludowej. Komisja przyczyniła się do otworzenia szkół poniemieckich w odrodzonej Polsce i wprowadzeniu polskich programów nauczania.
W lipcu 1919 roku ks. Pączek został administratorem parafii św. Jakuba. Jesienią przeprowadził się do Poznania, gdzie powstawał 66 Kaszubski Pułk Piechoty. Został kapelanem pułku. 18 stycznia 1920 roku wkroczył z nim do Torunia. Brał udział w wojnie polsko-bolszewickiej, na front wyruszył 3 czerwca 1920 roku.
Był również przez krótki okres proboszczem garnizonowym parafii św. Katarzyny w Toruniu.
W kwietniu 1921 roku przeniósł się do Grudziądza. Tam został katechetą w Państwowym Gimnazjum Matematyczno-Przyrodniczym. Działał w grudziądzkim Obywatelskim Komitecie Plebiscytowym dla plebiscytu na Warmii i Mazurach. Współtworzył Związek Filomatów Pomorskich (ZFP). 24 sierpnia 1922 roku został wybrany na sekretarza zarządu grudziądzkiej grupy terenowej. Jako filomata uczestniczył w inicjatywie wojewody pomorskiego Jana Brejskiego (wówczas członka komitetu honorowego ZFP), wspierającej finansowo Pomorzan studiujących w Uniwersytecie Poznańskim oraz budowę pomorskiej bursy akademickiej w Poznaniu. Interesował się działalnością związków i stowarzyszeń zrzeszających inteligencję pomorską.

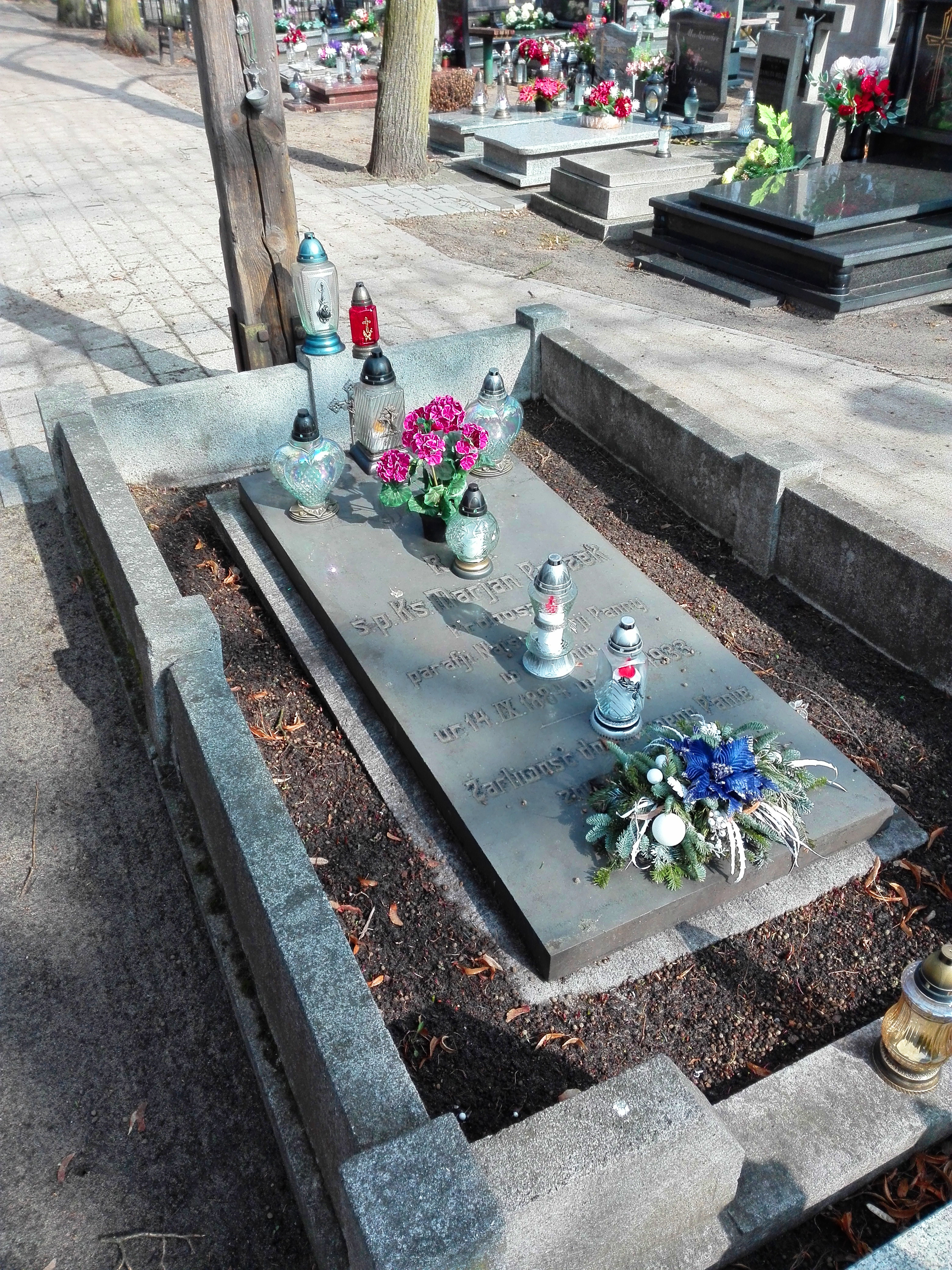
Grób ks. Mariana Pączka na cmentarzu NMP w Toruniu

1 stycznia 1932 (według innego źródła 15 grudnia 1931) roku Ordynariusz Chełmiński ks. bp dr Stanisław Wojciech Okoniewski powołał ks. Pączka na proboszcza parafii Najświętszej Maryi Panny w Toruniu. Ks. Pączek rozpoczął przygotowania do konserwacji kościoła, opiekował się organizacjami kościelnymi oraz wspierał Towarzystwo im. Piotra Skargi (w której był kuratorem Sodalicji Pań i wygłaszał referaty naukowe). W latach 30. był również dyrektorem Stowarzyszenia Pań Miłosierdzia św. Wincentego á Paulo, redaktorem „Wiadomości Kościelnych”, wydawanych przez parafię Najświętszej Maryi Panny, członkiem zarządu Koła Przyjaciół Harcerstwa w Toruniu, prezesem Pomorskiego Towarzystwa Opieki nad Dziećmi (po odejściu ks. Henryka Szumana w listopadzie 1932 roku).
Mieszkał przy ul. Panny Marii 2.
Zmarł nagle w nocy 3 lutego 1933 roku w Toruniu. Uroczysty pogrzeb odbył się 6 lutego. Został pochowany na cmentarzu parafialnym przy ul. Józefa Wybickiego.